# Freiländer Alm
Die Freiländer Alm ist eine Almregion in der Koralpe in der Steiermark und gehört zur Stadtgemeinde Deutschlandsberg im Bezirk Deutschlandsberg.

## Geographie
Die Alm befindet sich im Hebalm-Gebiet, gut 16 Kilometer nordwestlich von Deutschlandsberg, oberhalb von Sankt Oswald in Freiland.
Sie liegt am Münzerkogel (1510 m ü. A.) zwischen Schwarzkogel (1550 m ü. A.) und Kampelekogel (1494 m ü. A., eigentliche Hebalm), bei der Freiländer Almhütte auf um die 1400 m ü. A. Höhe.
Die Hebalmstraße (L606) passiert die Alm westlich unterhalb bei der Rehbockhütte (Almhaus, Hebalmschutzhaus). Dort quert sie auch die Einsattelung zwischen dem Einzugsgebiet der Laßnitz (über Sulm) und der Kainach, zweier Nebenflüsse der Mur: Südlich geht der Rettenbach ins Laßnitztal, nordwärts am Laurakogel der Packer Bach ins Teigitschtal. Westlich der Alm, in der Einsattelung zwischen Münzer- und Schwarzkogel liegt das Feuchtgebiet Filzmoos und das ehemalige Naturdenkmal Birkenkögerl. Direkt unterhalb der Almhütte befindet sich ein kleiner Stausee.
Im südlichen Teil der Alm, am Wolfsriegel, dem Westgrat des Schwarzkogels, steht der der Windpark Freiländeralm. Bei der Rehbockhütte gibt es einen Schlepplift, der zum kleinen Schigebiet Klug-Lifte Hebalm–Freiländeralm gehört.

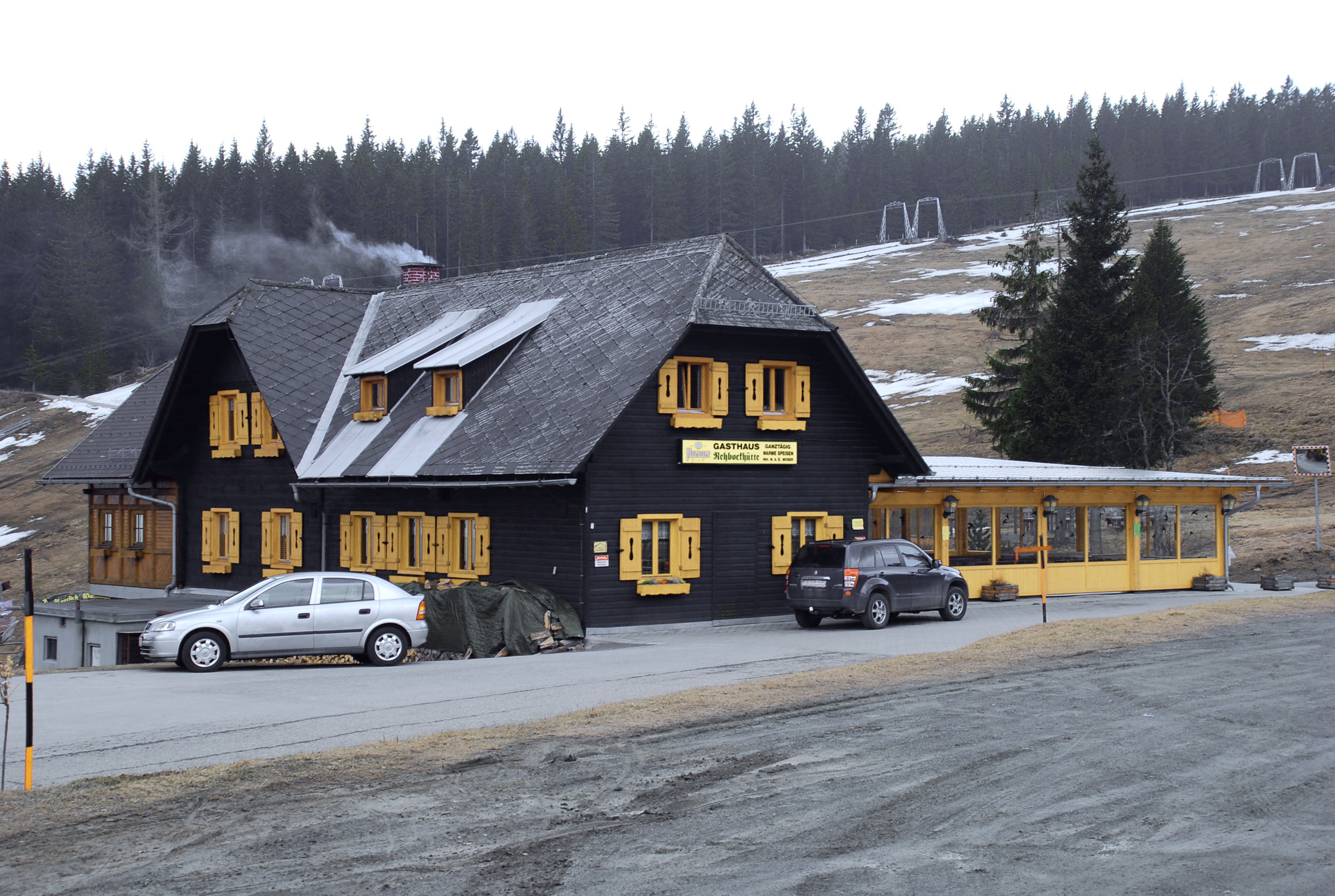
Schutzhaus Rehbockhütte
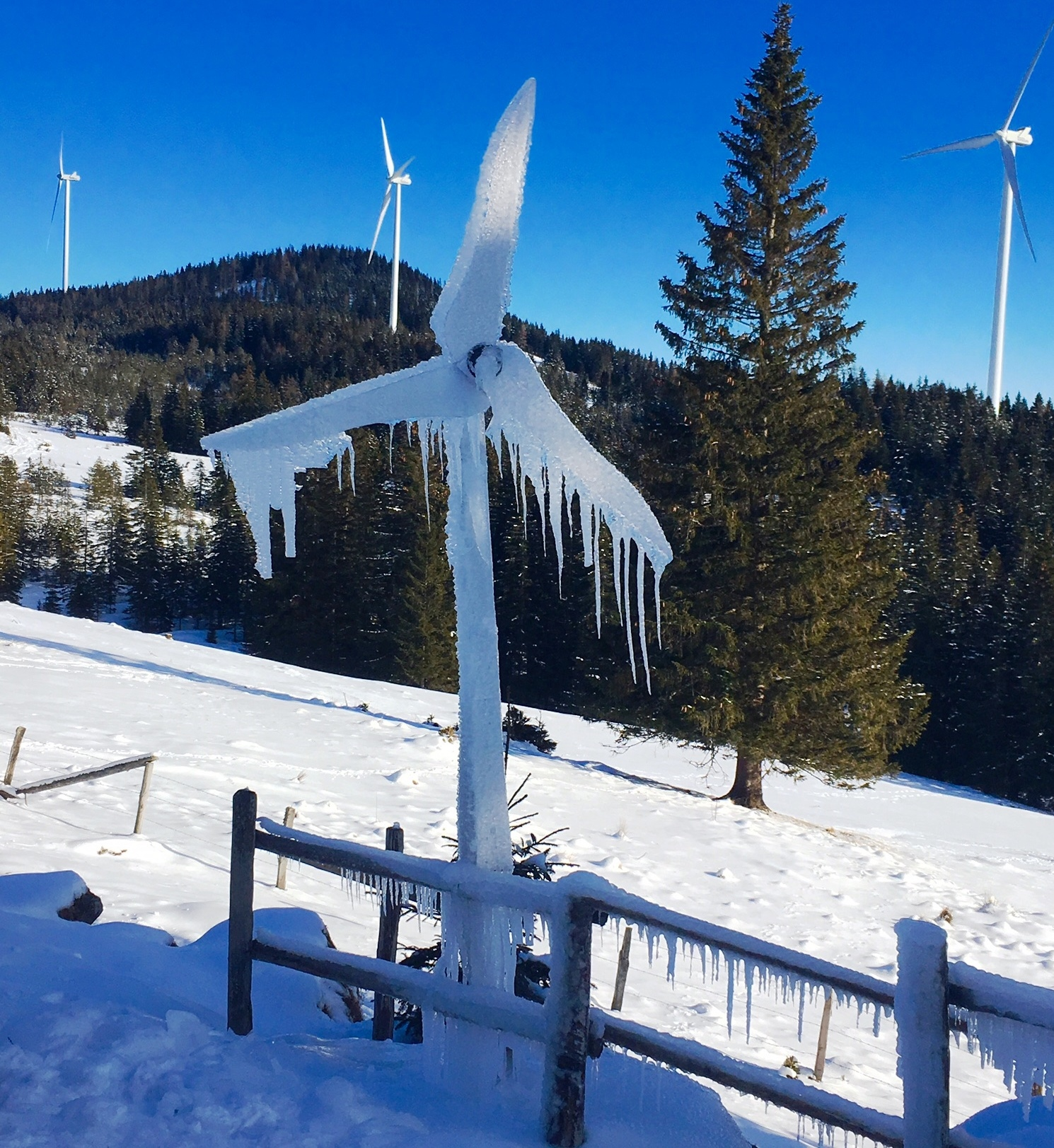
Winter (2021) Windpark Freiländeralm
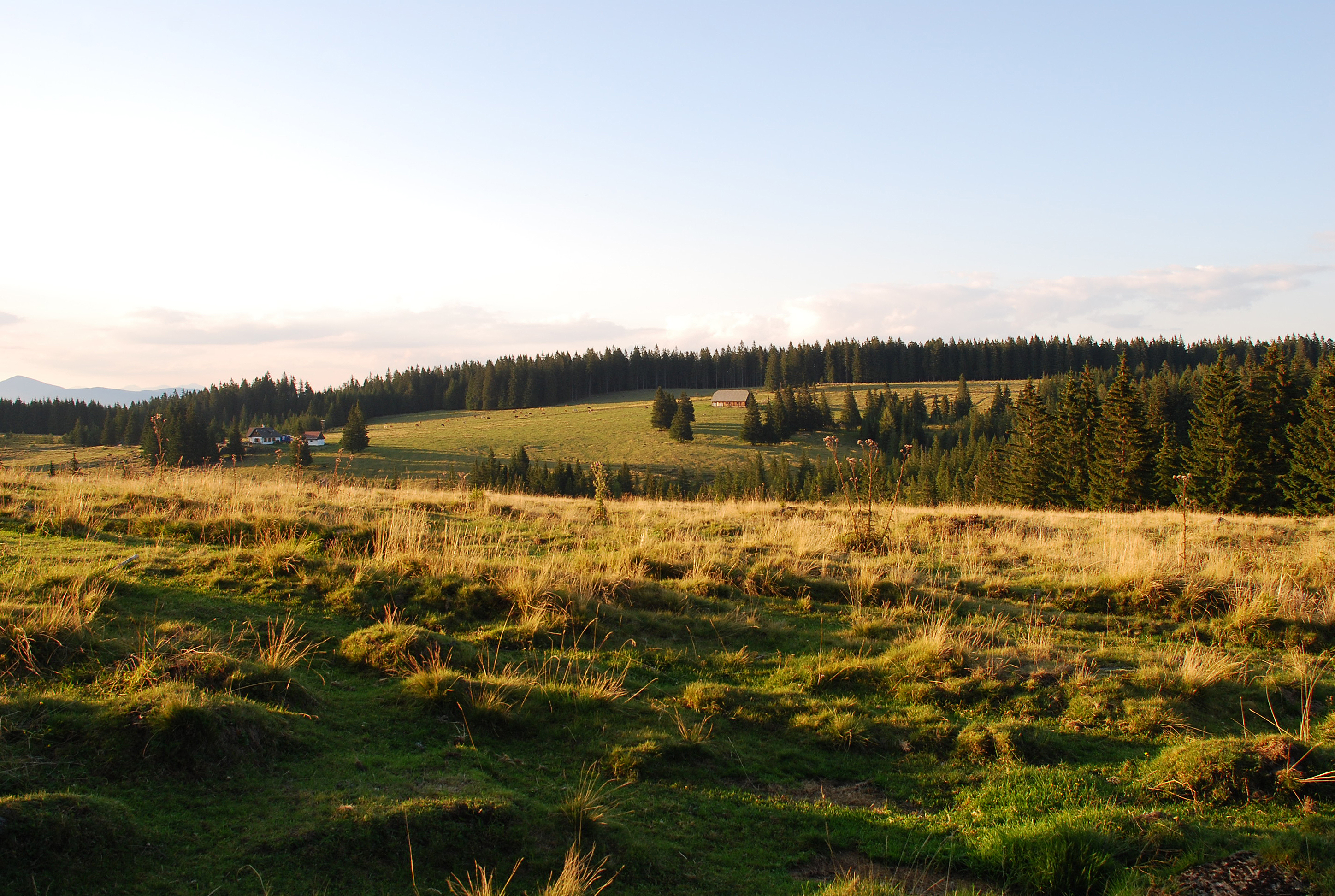
Am Blochriegel
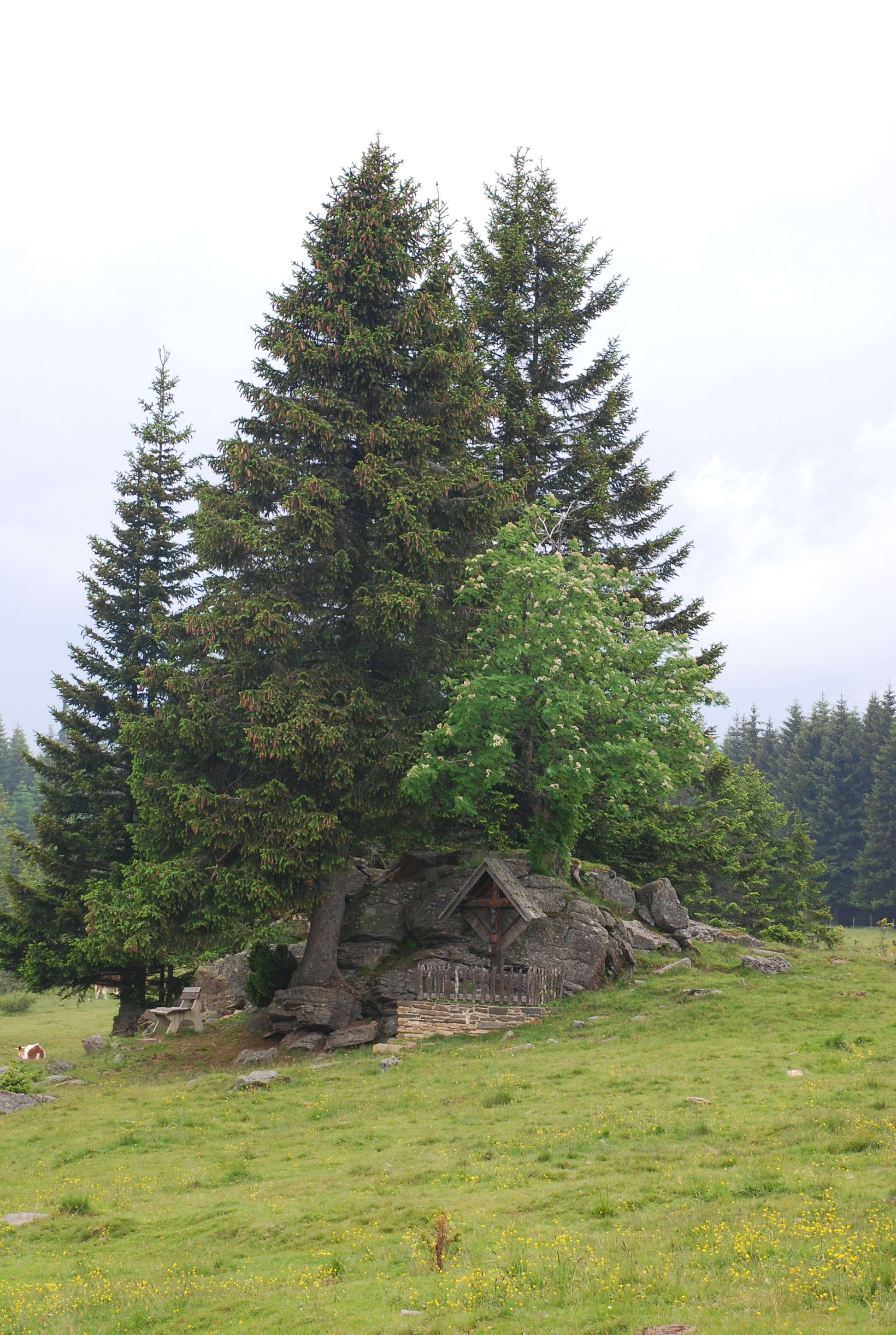
Wegkreuz auf der Freiländer Alm
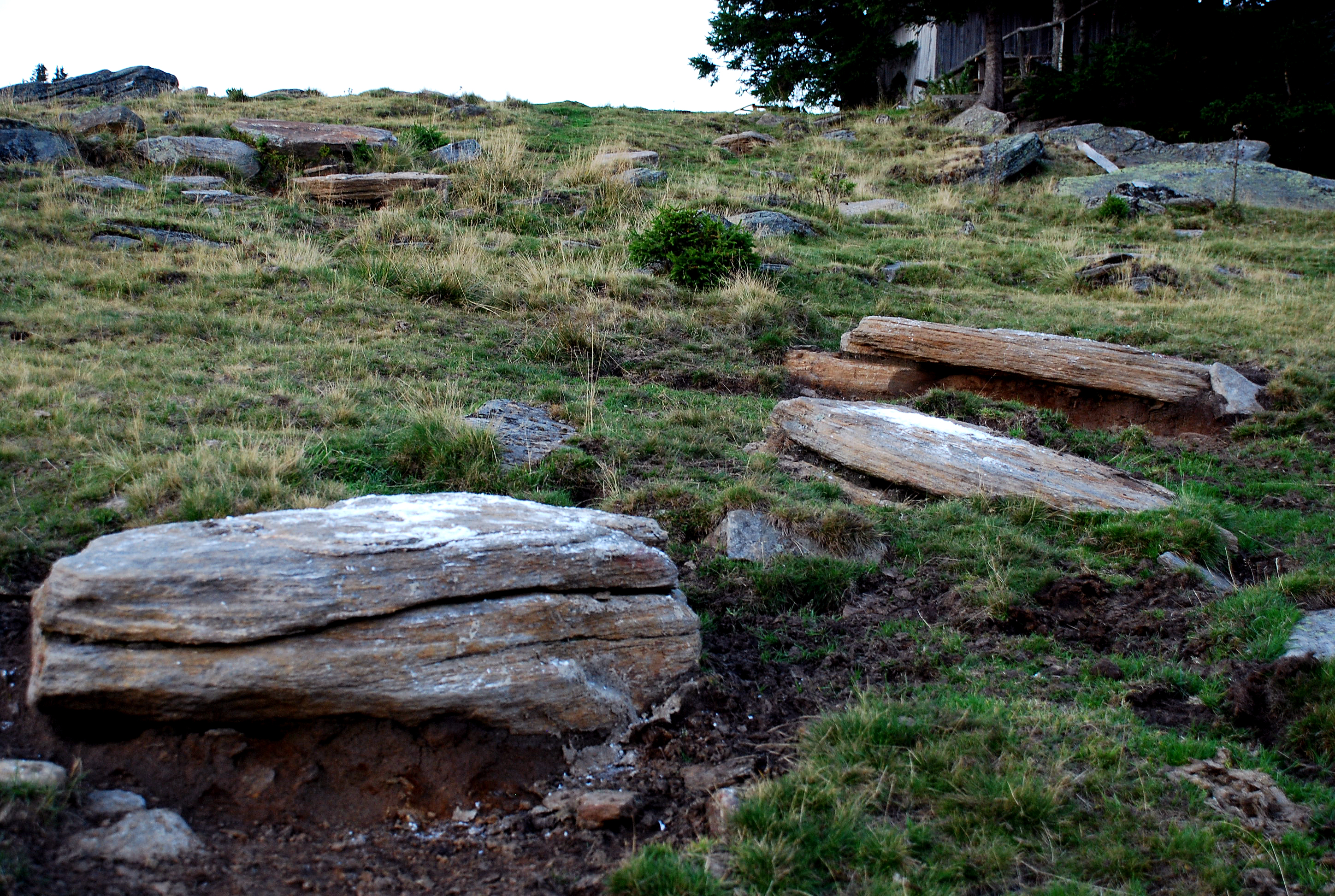
Gneisformationen des Almbodens
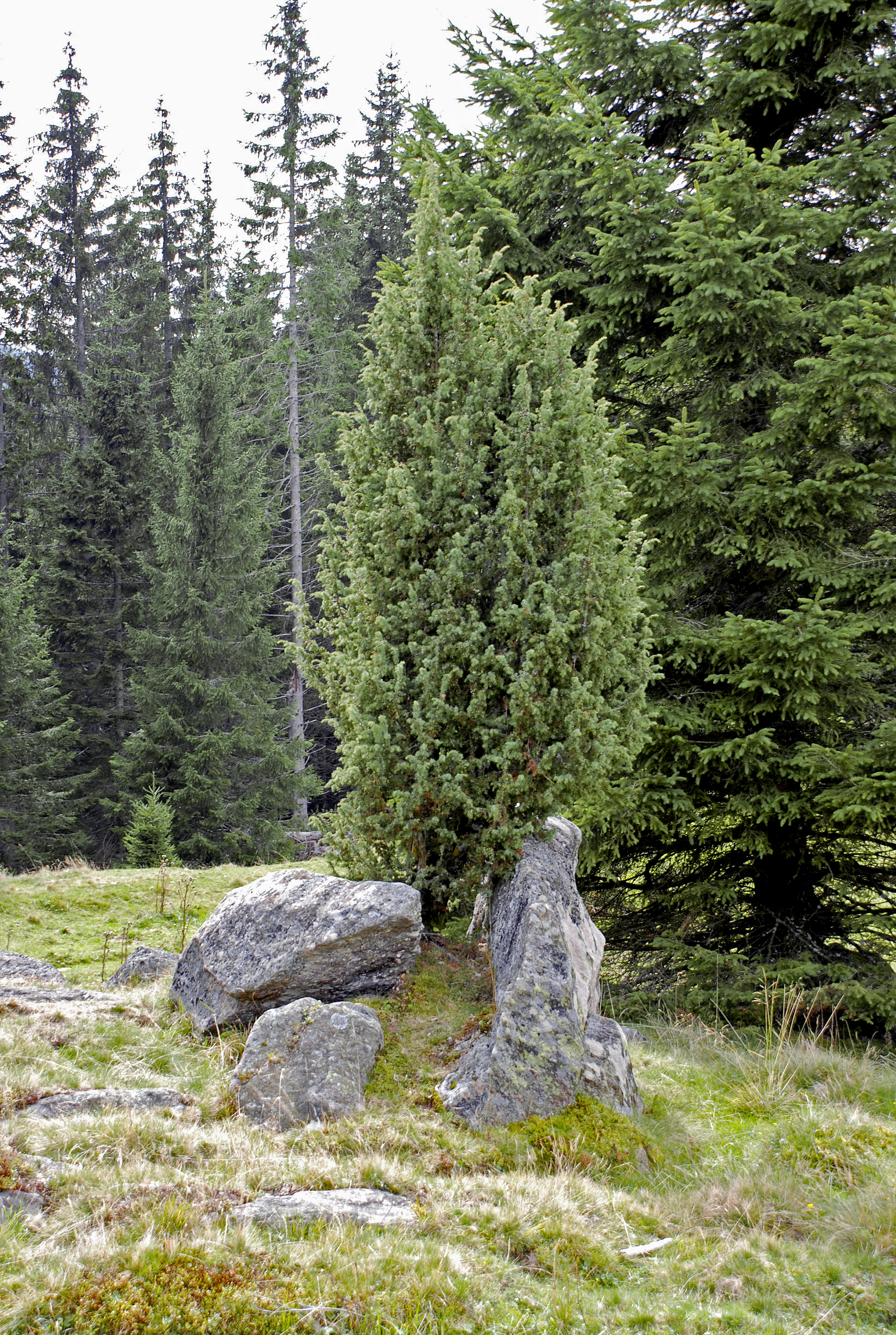
Wacholderbaum
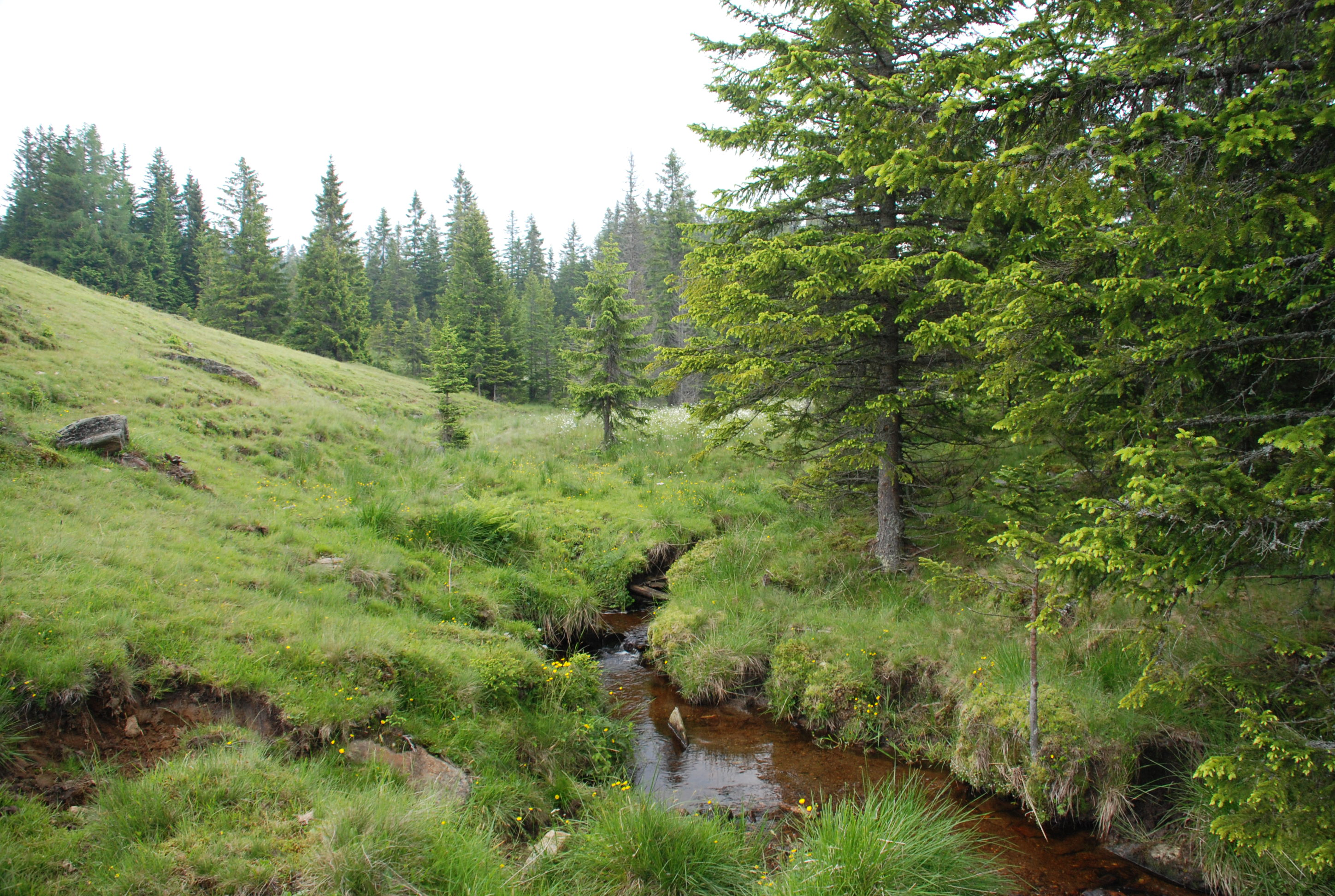
Im Filzmoos
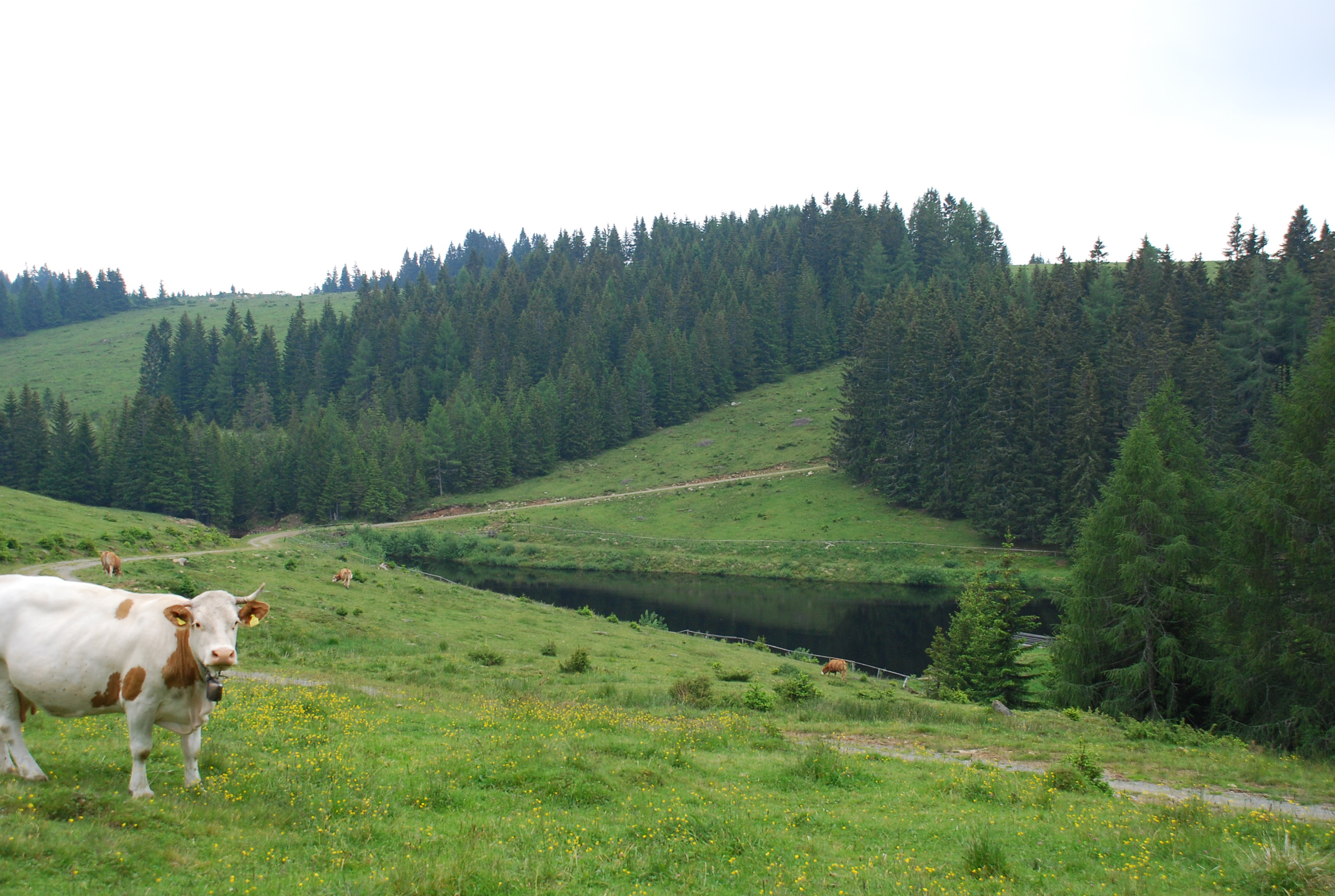
Stausee Freiländer Alm

## Geschichte und Erschließung

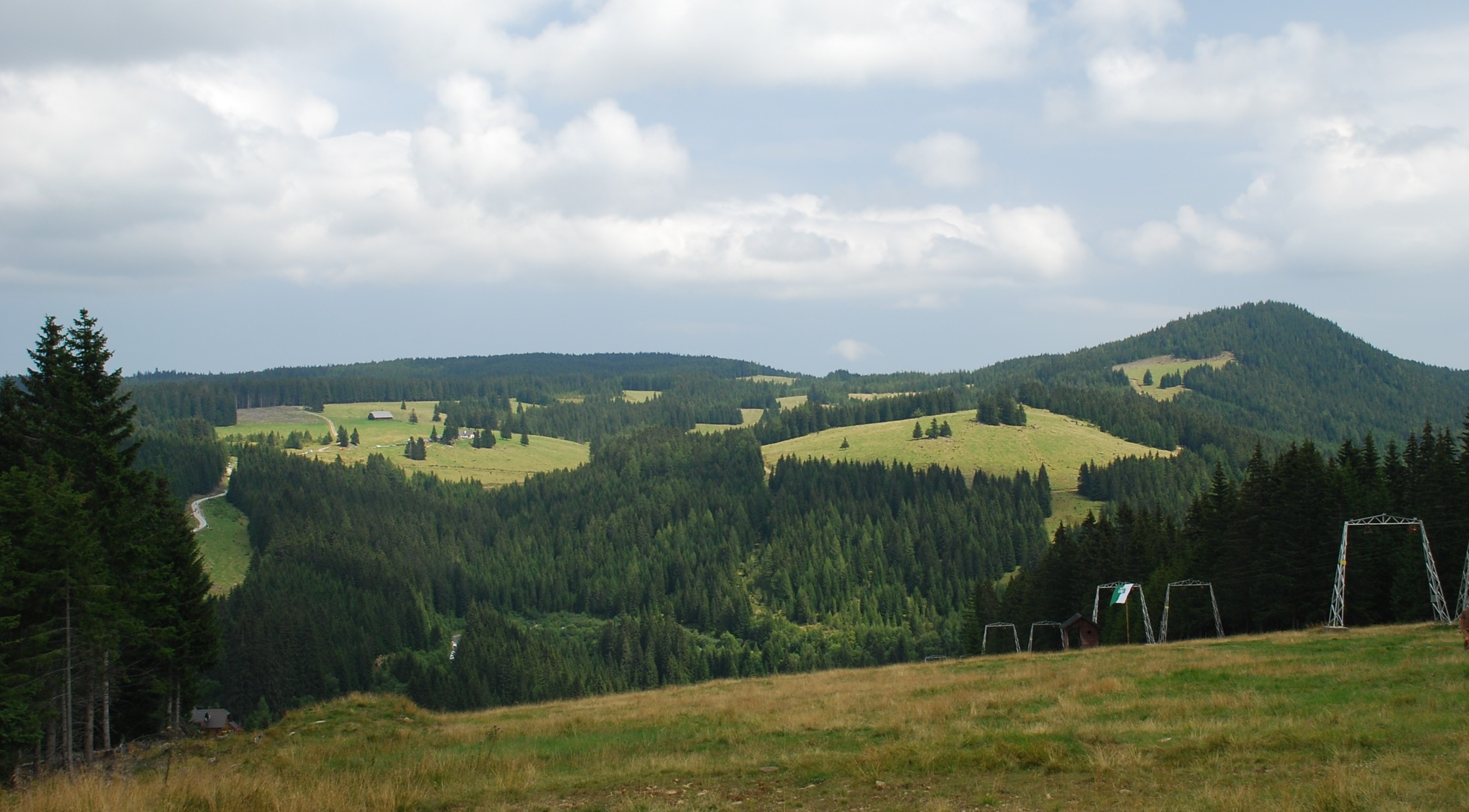
Freiländer Alm im Sommer 2007 bei den Klug-Liften: Links Mitte die Almhütte mit Haltstall, mit Schwarzkogel (rechts) und Münzkogel. Die Bewaldung hat sich erst ab ca. 1950 entwickelt. In älteren Aufnahmen hätte dieses Bild nur vereinzelte Baumgruppen gezeigt. Links im Hintergrund die ehemalige Grandner Alm, nun vollständig Waldgebiet.

Die Freiländer Alm ist 3 km² groß. Sie besteht aus ca. 1 km² Almweide, 1,85 km² Wald und sonstigen Flächen: dem Filzmoos, dem Stausee, dem Grundstück der Almhütte samt Haltstall und Wegeverbindungen.
Eine andere Darstellung nennt 606 ha für die Freiländeralm, daneben noch eine Reihe von Almgebieten, die einzelnen Höfen des Einzugsgebiets zugeordnet werden.
Eine Namensvariante ist Freilander Alm, was den Namen des historisch zusammengehörigen „freien Landes“ bewahrt, welches wegen der Zugehörigkeit zum Stift Admont von manchen Verpflichtungen gegenüber den Landesherrn befreit war. In alten Unterlagen kann das Gebiet nach dieser Grundherrschaft, zu der sie vom 13. bis zum 19. Jahrhundert gehörte, auch als Admonter Alm bezeichnet sein.
Das Grundbuch verwendet für die Eintragung der Agrargemeinschaft die Form Freiländer Alpe. Die Schreibweise Freiländeralm wird ebenfalls amtlich verwendet, so von der Agrarbezirksbehörde für Steiermark in einem Regulierungsverfahren.
Fleckvieh ist die häufigste Rinderrasse auf der Freiländer Alm. Diese Rasse löste in den Jahren ab 1950 das früher dominierende Murbodner Rind ab. 1954 hatten noch über 80 % der Gesamtzahl der Rinder zu den Murbodnern gehört.
Im Jahr 2003 verbrachten 121 Rinder den Sommer auf dieser Alm.
Die Alm ist durch das steiermärkische Almschutzgesetz geschützt.
Sie ist im Almkataster eingetragen.
Seit den 1930er Jahren verlagerte sich das Zentrum der Hebalm-Almwirtschaft von der Region Hebalmkapelle und Forsthaus hierher. Bei der Rehbockhütte wurde bis 2015 auch der Hebalmkirtag abgehalten.

### Bauerngemeinschaft Freiländer Alm
Die Freiländer Alm wird seit dem 17. Jahrhundert von Bauern aus den Gemeinden Kloster, Freiland und Osterwitz bewirtschaftet (die drei Gemeinden gehören seit 2015 alle zur Stadt Deutschlandsberg). Sie sind in einer Agrargemeinschaft zusammengeschlossen. Die Gemeinschaft besteht aus 41 Anteilen, die im Grundbuch unveräußerlich mit 35 Bauernhöfen (Stammsitzliegenschaften) in Kloster (31 Höfe mit 33 Anteilen), Freiland (3/7) und Osterwitz (1/1) verbunden sind. Zwei Auftriebsrechte sind als Dienstbarkeit zugunsten der römisch-katholischen Pfarrpfründe St. Oswald (in Freiland) eingetragen. Die Gemeinschaft wird durch ihren Vorsitzenden, den Almobmann, vertreten.
Nach der Grundentlastung in Österreich infolge der Revolution 1848 (Bauernbefreiung) bestand die Gemeinschaft aufgrund eines kaiserlichen Patentes aus 1853.
Die Eintragung in das Grundbuch erfolgte aufgrund der Urkunde vom 21. April 1885. Die Gemeinschaft wurde danach auf der Grundlage des steiermärkischen Teilungs- und Regulierungs‑Landesgesetzes ‑ TRLG
neu organisiert und formell eingerichtet. Seit 1985 gilt für die Gemeinschaft das Agrargemeinschaftengesetz.

### Freiländer Almhütte

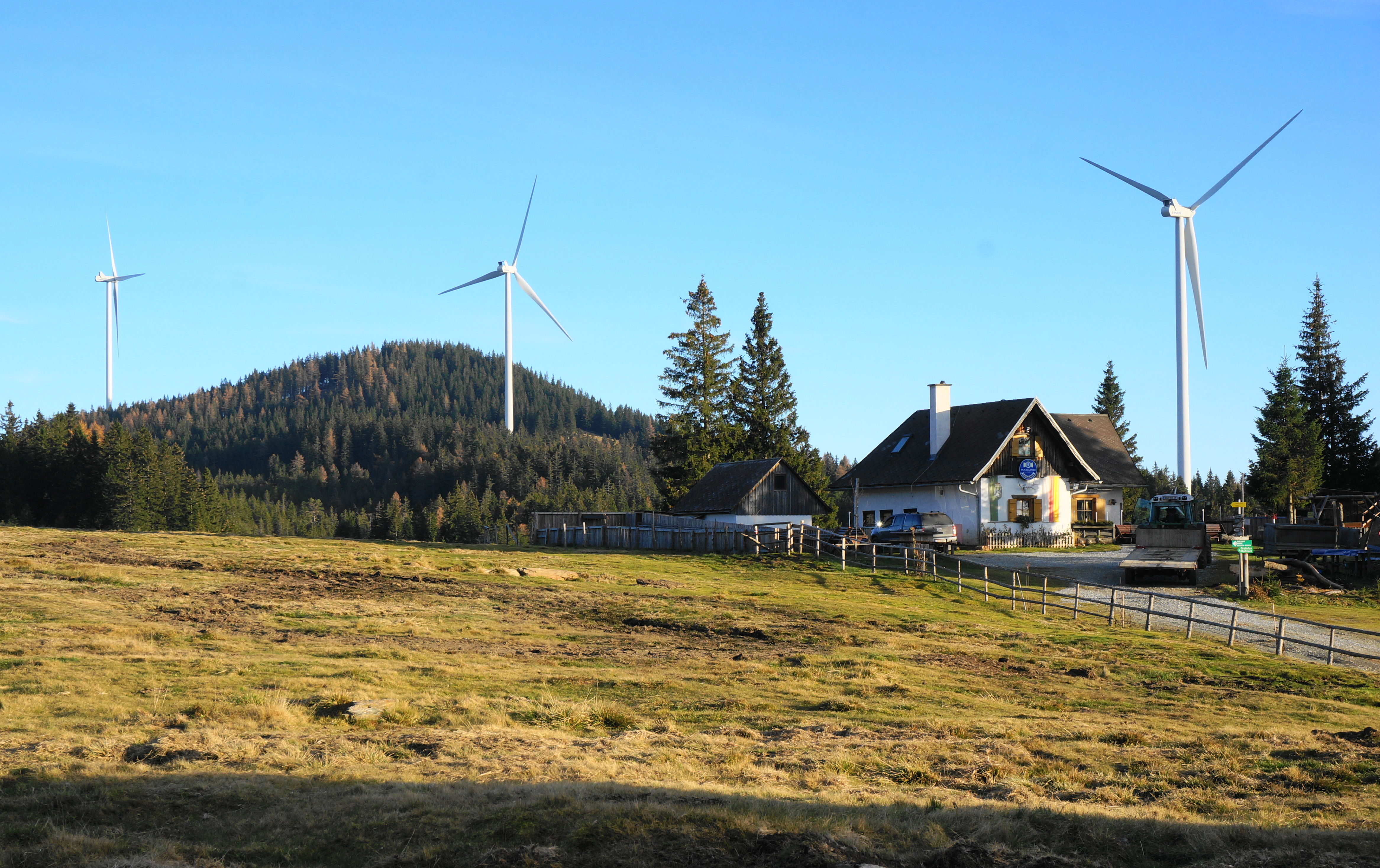
Freiländer Almhütte (2020) mit Windrädern im Hintergrund

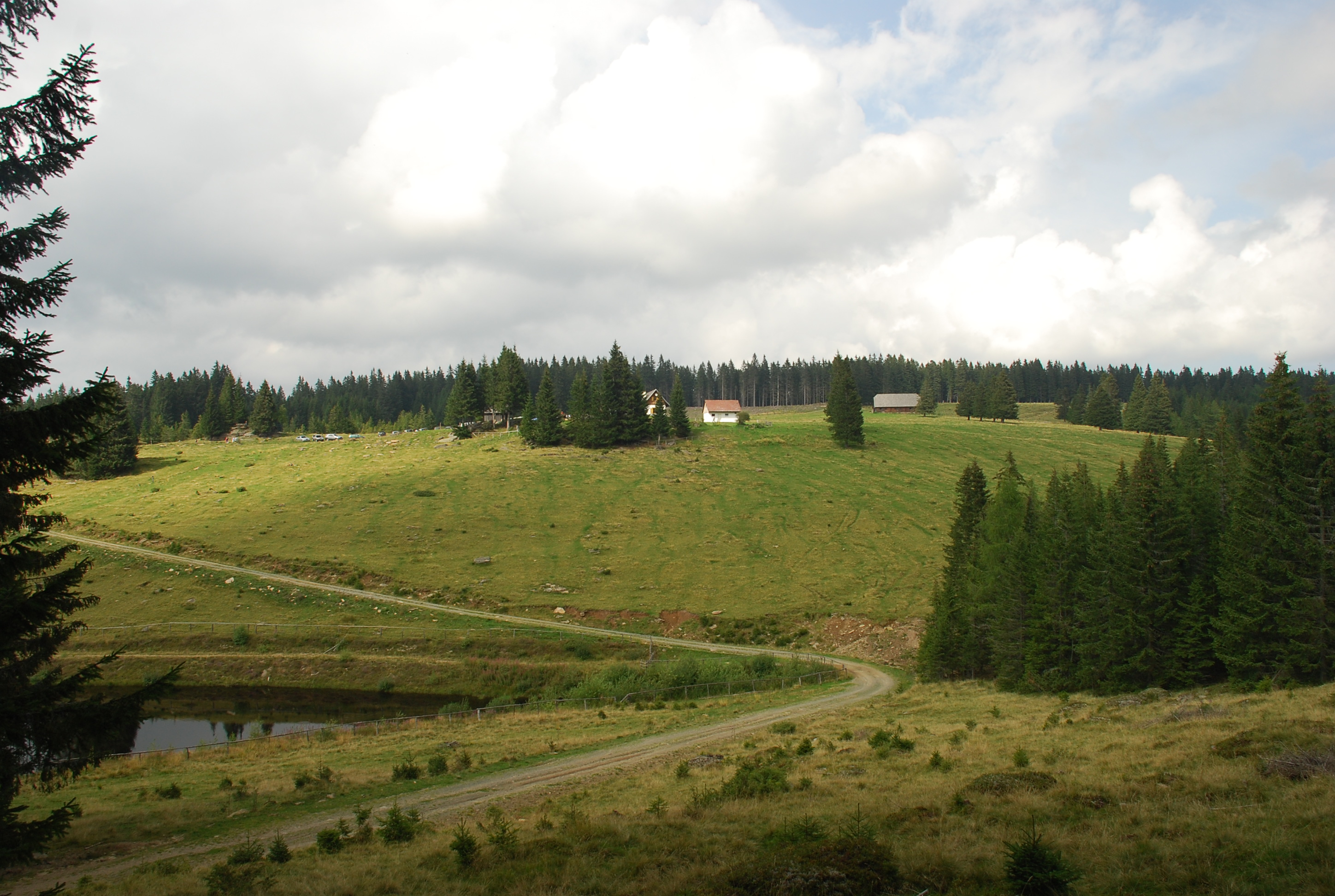
In einer Baumgruppe liegt die Freiländer Almhütte, rechts hinten der Haltstall.

Die Gebäude dieser Hütte sind der Betriebssitz der Almhalter auf der Freiländer Alm.
Diese Personen werden von der Bauerngemeinschaft bestellt. Sie haben die Aufgabe, das Vieh in den verschiedenen Weidegebieten zu beaufsichtigen (zu „halten“), die Abzäunungen im Stand zu halten und bei Unfällen, Anzeichen von Krankheiten etc. den Besitzer zu verständigen. Damit verbunden ist die Führung eines einfachen Gaststättenbetriebes.
Im Stausee wird das Wasser für das Elektrizitätswerk gesammelt, das die Almhütte und ihre Nebengebäude mit Strom versorgt.

### Windpark und Windenergie-Eignungszone Freiländer Alm

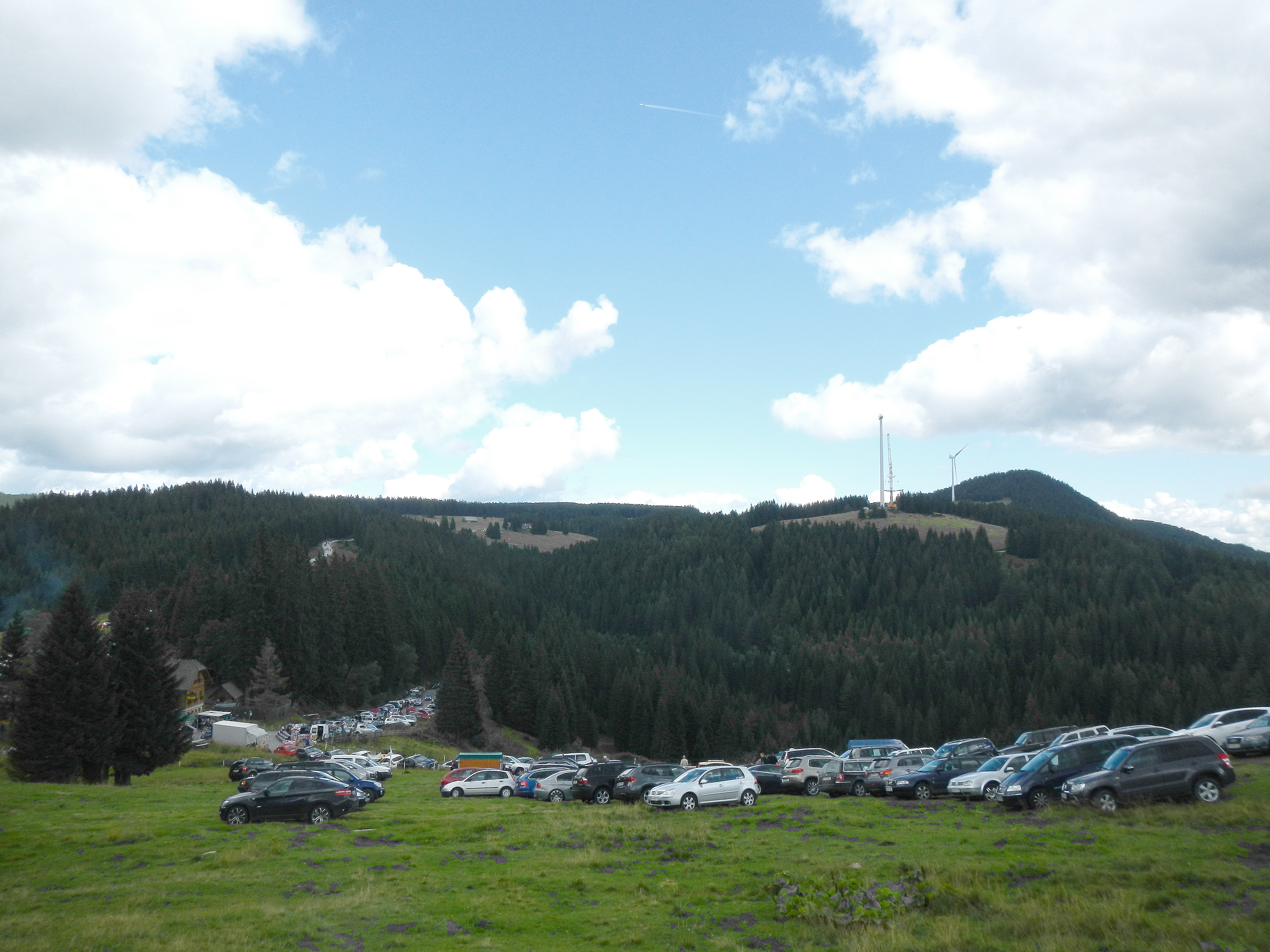
Hebalmkirtag 2014, hinten die neuerbauten drei Windräder

Südlich der Alm steht auf dem Wolfsriegel (Blochriegel) seit 2014 der Windpark Freiländeralm mit ursprünglich 3, seit 2016 4 Anlagen mit (für die ersten drei Anlagen:) 6 MW Gesamt-Nennleistung, der von der Energie Steiermark betrieben wird.
Es stehen drei Vestas V90-2MW mit 150 Meter Gesamthöhe und einem Rotordurchmesser von 90 Meter.
Die ganze Gipfelflur um die Alm wurde im Entwicklungsprogramm für den Sachbereich Windenergie (Sapro Windenergie) 2013 als Eignungszone Freiländer Alm zum weiteren Ausbau ausgewiesen.
Sie ist eine der gut ein Dutzend Bergregionen der Steiermark, in denen zumindest ein kleinerer Ausbau wirtschaftlich und landschaftsverträglich zielführend erscheint.
Die Zone umfasst sowohl den ganzen Grat des Schwarzkogels von den vorhandenen Windkraftanlagen am Hochriegel bis zum Wolfsriegel, als auch den nördlichen Riedel vom Laurakogel über den Gipfel des Münzerkogels. Sie umfasst Höhen von 1400 bis 1550 m und ungefähr 4 km².
Die Zone fällt in die Gemeinden Deutschlandsberg und Hirschegg-Pack. Das Filzmoos ist hingegen als Schutzgebiet Sperrzone, auch der gesamte Hauptgrat der Koralpe im Hebealmgebiet als wichtiges Wandergebiet: Erst die Handalm südlich ist wieder als Vorrangzone für den Ausbau ausgewiesen.
Die Bauarbeiten in diesem Gebiet begannen im Spätsommer 2013 (mit Spatenstich am 23. September), die Anlage wurde am 16. Oktober 2014 eröffnet.
Die Anlage produziert Stand 2014 pro Jahr 13 Mio. Kilowattstunden Strom für etwa 3500 Haushalte, der über eine 16 km lange Leitung beim Umspannwerk St. Martin am Wöllmißberg in das Stromnetz einspeist werden kann. Insgesamt wurden 9,5 Mio. Euro investiert, eine Besonderheit ist des Bürgerbeiteiligungsmodell der Energie Steiermark, bei der Kunden Anteilsscheine erwerben können.
Nach über 5 Jahren Behördenverfahren entschied das Bundesverwaltungsgericht Anfang Oktober 2023 die Baubewilligung für das 150-Mio.-Euro-Projekt der Energie Steiermark: 17 neue Windräder mit 230 m Höhe sollen  2025–2026 in Betrieb gehen und mehr als 200 GWh/a liefern.